# Deep Thought (компьютер)
Deep Thought — компьютер, предназначенный для игры в шахматы.

## История
Первоначально Deep Thought была разработан в Университете Карнеги-Меллона, а затем доработан в IBM. Являлся вторым в линейке шахматных компьютеров, разработанных Фэн-сюном Хсу, между ChipTest и Deep Blue. Помимо Хсу, в команду Deep Thought входили Томас Анантараман, Майк Браун, Мюррей Кэмпбелл и Андреас Новацик. Deep Thought стал первым компьютером, обыгравшим гроссмейстера в обычной турнирной игре, после победы над Бентом Ларсеном в 1988 году. Однако впоследствии этот компьютер был легко побеждён в обеих партиях матча, в поединке с Гарри Каспаровым в 1989 году, а также в турнире по переписке с Майклом Валво.
Назван в честь Deep Thought, вымышленного компьютера из серии Дугласа Адамса «Автостопом по Галактике». Именование шахматных компьютеров и программ продолжалось в том же духе: Deep Blue, Deep Fritz, Deep Junior и т. д.
Deep Thought выиграла чемпионат США по компьютерным шахматам в 1988 году и чемпионат мира по компьютерным шахматам в 1989 году, а рейтинг Эло машины, согласно USCF, составлял 2551. В 1994 году Deep Thought 2 в пятый раз выиграла чемпионат Северной Америки по компьютерным шахматам с рейтингом около 2600, спонсорскую поддержку при этом осуществляла корпорация IBM. Некоторые инженеры, разработавшие Deep Thought, также работали и над созданием Deep Thought 2. Его алгоритмы представляли собой довольно простые оценочные функции, но он мог исследовать полмиллиарда шахматных позиций за ход в турнирных играх, чего достаточно для достижения глубины в 10 или 11 ходов, даже в сложных позициях. Несмотря на это, используя технику сингулярных расширений, также может следовать линиям вынужденных ходов, которые уходят ещё дальше — так, однажды, был найден мат за 18 ходов.